# Pilotrichella
Pilotrichella är ett släkte av bladmossor. Pilotrichella ingår i familjen Meteoriaceae.

## Dottertaxa tillPilotrichella, i alfabetisk ordning[1]
- Pilotrichella allionii
- Pilotrichella ampullacea
- Pilotrichella angustifolia
- Pilotrichella attenuata
- Pilotrichella caldensis
- Pilotrichella calomicra
- Pilotrichella capillicaulis
- Pilotrichella communis
- Pilotrichella curvifrons
- Pilotrichella cuspidans
- Pilotrichella cyathipoma
- Pilotrichella dimorpha
- Pilotrichella filamentosula
- Pilotrichella flexilis
- Pilotrichella gracilicaulis
- Pilotrichella grimaldii
- Pilotrichella holstii
- Pilotrichella incurva
- Pilotrichella inflatifolia
- Pilotrichella isleana
- Pilotrichella latiramea
- Pilotrichella leptoclada
- Pilotrichella mascarenica
- Pilotrichella mauiensis
- Pilotrichella moenkemeyeri
- Pilotrichella muelleri
- Pilotrichella nudiramulosa
- Pilotrichella pachygaster
- Pilotrichella pachygastrella
- Pilotrichella pallidicaulis
- Pilotrichella perrobusta
- Pilotrichella phleoides
- Pilotrichella pilifolia
- Pilotrichella profusicaulis
- Pilotrichella pseudoimbricata
- Pilotrichella pulchella
- Pilotrichella quadrangularis
- Pilotrichella quitensis
- Pilotrichella ragazzii
- Pilotrichella rigida
- Pilotrichella sericea
- Pilotrichella sordido-viridis
- Pilotrichella squarrulosa
- Pilotrichella stuhlmannii
- Pilotrichella subpachygastrella
- Pilotrichella subpanduraefolia
- Pilotrichella subsemitorta
- Pilotrichella tenella
- Pilotrichella tenellula
- Pilotrichella turgidellacea
- Pilotrichella welwitschii
- Pilotrichella viridis